# Dzianis Mazur
Dzianis Mazur, né le 19 avril 2000, est un coureur cycliste biélorusse.

## Biographie
En 2018, Dzianis Mazur devient champion de Biélorussie d'omnium et de course aux points chez les juniors (moins de 19 ans). Il décroche également deux médailles aux championnats d'Europe de Montichiari, dans la course aux points et la course par élimination. Sur route, il est sacré champion de Biélorussie du contre-la-montre. 
Aux championnats de Biélorussie de 2019, il termine troisième de la poursuite par équipes et de la course à l'américaine. En 2020, il devient champion de Biélorussie du contre-la-montre espoirs (moins de 23 ans). L'année suivante, il conserve son titre national en contre-la-montre et termine notamment troisième d'une étape des Cinq anneaux de Moscou. Sur piste, il obtient de nouveaux podiums aux championnats nationaux. 

## Palmarès sur route

### Par année
- 2018
  -  Champion de Biélorussie du contre-la-montre juniors
- 2020
  -  Champion de Biélorussie du contre-la-montre espoirs
- 2021
  -  Champion de Biélorussie du contre-la-montre espoirs
  - 3e du Grand Prix Velo Erciyes
- 2025
  -  Champion de Biélorussie du contre-la-montre
  - 3e du championnat de Biélorussie sur route

### Classements mondiaux
| Année                                 | 2020 | 2021 |
| ------------------------------------- | ---- | ---- |
| Classement mondial                    | 996e | 897e |
| UCI Europe Tour                       | 778e | 686e |
|                                       |      |      |
| Légende : nc = non classéSource : UCI |      |      |

## Palmarès sur piste

### Championnats d'Europe
| Édition / Épreuve    | Course aux points | Élimination |
| Aigle 2018 (juniors) | Bronze            | Argent      |

### Championnats nationaux
- 2018
  -  Champion de Biélorussie de l'omnium juniors
  -  Champion de Biélorussie de poursuite par équipes juniors (avec Artur Kiryevich, Pavel Mandzik et Kiryl Pashkevich)
- 2019
  - 3e du championnat de Biélorussie de poursuite par équipes
- 2020
  - 3e du championnat de Biélorussie de poursuite par équipes
- 2021
  - 2e du championnat de Biélorussie de l'américaine
  - 3e du championnat de Biélorussie d'omnium
  - 3e du championnat de Biélorussie de poursuite par équipes